# Dericorys minutus
Dericorys minutus is een rechtvleugelig insect uit de familie Dericorythidae. De wetenschappelijke naam van deze soort is voor het eerst geldig gepubliceerd in 1954 door Lucien Chopard.
1. ↑  (en) Dericorys minutus op de IUCN Red List of Threatened Species.